# Thalassodes curiosa
Thalassodes curiosa là một loài bướm đêm trong họ Geometridae.